# Walkin’ Blues
Walkin’ Blues – utwór bluesowy napisany przez Roberta Johnsona w 1930. Pierwszym wykonawcą, który nagrał tę piosenkę był Barbecue Bob. W listopadzie 1936 własną wersję zarejestrował Johnson. Nagranie trafiło na stronę B singla „Sweet Home Chicago”, który wydano w lipcu 1937, nakładem wytwórni Vocalion Records. Później utwór nagrany został m.in. przez Muddy’ego Watersa, Erica Claptona, Paula Butterfielda, Grateful Dead, R.L. Burnside’a, Rory’ego Gallaghera i Sona House’a. Piosenka znajduje się na składance Johnsona The Complete Recordings.